# My Darkest Days
I My Darkest Days sono un gruppo musicale canadese formatosi nel 2005.

## Formazione

### Formazione attuale
- Matt Walst – voce, chitarra solista (2005-presente)
- Reid Henry – chitarra ritmica, tastiera, cori (2010-presente)
- Brendan McMillan – basso, cori (2005-presente)
- Doug Oliver – batteria, percussioni (2005-presente)

### Ex componenti
- Chris McMillan – chitarra solista, cori (2005-2009)
- Paulo Neta – chitarra solista, cori (2009)
- Sal Coz Costa Bond – chitarra solista, cori (2009-2013)

## Discografia

### Album in studio
| Anno | Titolo                                                                             | Classifiche | Classifiche | Classifiche | Classifiche | Classifiche   |
| Anno | Titolo                                                                             | CAN         | USA         | USA Alt.    | USA Rock    | USA Hard Rock |
| ---- | ---------------------------------------------------------------------------------- | ----------- | ----------- | ----------- | ----------- | ------------- |
| 2010 | My Darkest Days - Data di pubblicazione: 21 settembre - Etichetta: 604 Records     | 11          | 38          | 9           | 12          | 3             |
| 2012 | Sick and Twisted Affair - Data di pubblicazione: 26 marzo - Etichetta: 604 Records | 29          | 29          | 9           | 11          | 4             |

### Singoli
| Anno | Titolo                                              | Classifiche | Classifiche | Classifiche | Classifiche | Classifiche | Certificazioni           | Album di provenienza    |
| Anno | Titolo                                              | CAN         | US          | US Alt.     | US Main.    | US Rock     | Certificazioni           | Album di provenienza    |
| ---- | --------------------------------------------------- | ----------- | ----------- | ----------- | ----------- | ----------- | ------------------------ | ----------------------- |
| 2010 | Porn Star Dancing (feat. Zakk Wylde e Chad Kroeger) | 40          | 90          | 21          | 1           | 7           | - CAN: Platino - US: Oro | My Darkest Days         |
| 2011 | Move Your Body                                      | —           | —           | —           | 23          | —           |                          | My Darkest Days         |
| 2011 | Every Lie                                           | —           | —           | —           | 24          | —           |                          | My Darkest Days         |
| 2012 | Casual Sex                                          | —           | —           | —           | 22          | 46          |                          | Sick and Twisted Affair |
| 2012 | Sick and Twisted Affair                             | —           | —           | —           | 37          | —           |                          | Sick and Twisted Affair |